# 普里皮亚季
普里皮亚季（羅馬化：Prypiat，發音：[ˈprɪpjɐtʲ] ⓘ，羅馬化：Pripyat'，發音：[ˈprʲipʲɪtʲ]] ⓘ）位於乌克兰北部基輔州，毗鄰白烏邊界。因為处于1986年切尔诺贝利核事故的疏散区内而被废弃，在意外發生前人口約為49,400人。2022年在俄羅斯入侵烏克蘭初期一度被俄羅斯佔領，其後在同年4月3日被烏克蘭軍隊成功收復。

## 核災前
普里皮亚季創建於1970年，原用作安置興建切爾諾貝爾核電站的建築工人及工作人員。該鎮也作為當時蘇聯的模範市鎮，由建造至核事故前，該鎮人口每年增加1,500人。
該鎮不是戰略要地，因此未列為保密行政區，在災難前可自由進出。在事故發生前，蘇聯方面認為核電廠比其他類型的發電廠要「安全」，也視之為蘇聯在工程上的成就，把核能用於和平上，「和平原子」（мирный атом）是當時的常見口號。發生事故的核電廠最初擬於距基輔僅25公里的位置興建，其後烏克蘭科學院等均關注核電廠的選址與基輔過於接近，因此核電廠以及普里皮亚季一併改在距離基輔約100公里處興建。

## 核災後
這個地區在核電廠事故後18小時，才決定緊急疏散當地居民，在事故後36小時全數居民撤離完畢。而當地的公寓建築（其中有四棟已經蓋好但未被使用過）、游泳池、醫院以及其他建築全部被廢棄。而紀錄與文件、兒童玩具、衣物等的物品都遺留在這些建築裡。居民只被允許帶走未被放射性污染的文件、書籍、衣物等，所以該區就像是一個紀錄蘇聯時代末期的博物館。
然而，這些公寓建築曾在二十一世紀初期時被掠奪，沒有留下有價值的物品，甚至連馬桶坐墊都被搬走。因為沒有人維修及保養這些建築物，一些屋頂漏水，在春天的時候房間裡也會積水，更常常可以發現在屋頂上或甚至在建築內部有樹木生長。這加快了惡化的速度，於2005年，一所四層高的學校局部倒塌，而之後幾年也有陸續有不少建築物倒塌的報告，所以專家相信這座城市幾十年之內會變成廢墟。
普里皮亚季及附近地區在幾個世紀之內都不適合人類定居。事故中洩露出來的具危害性的放射性同位素銫-137（半衰期30.07年，在人體內的生物半衰期較短，傷害方式主要為γ射线外照射）需要300年才能衰變到目前強度的千分之一。鍶-90（半衰期28.90年，在人體內的生物半衰期長，傷害方式主要為β射线内照射）衰變的速度大約也是在差不多的時間尺度上。科學家估計大約需要900年的時間人類才能再回到此地居住。另外此區目前有大群野生動物居住，包括蒙古馬等。
1986年事故發生後開始建造新城市斯拉武特奇以取代普里皮亚季。

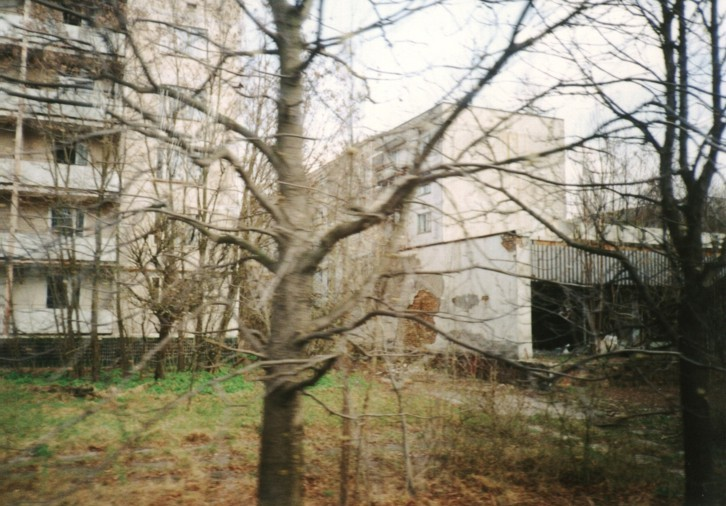
普里皮亚季，2001年。
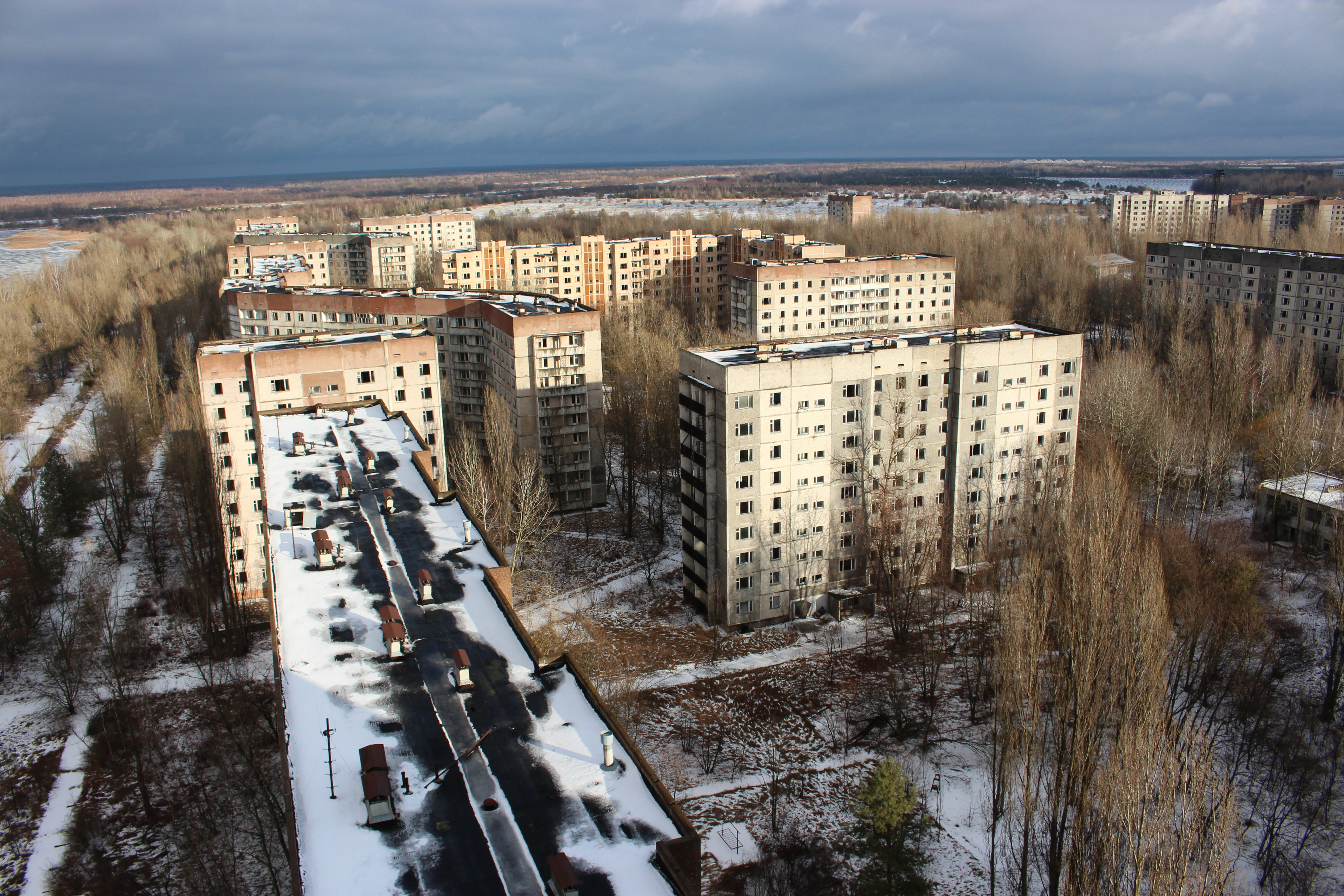
普里皮亚季附近被廢棄的住宅
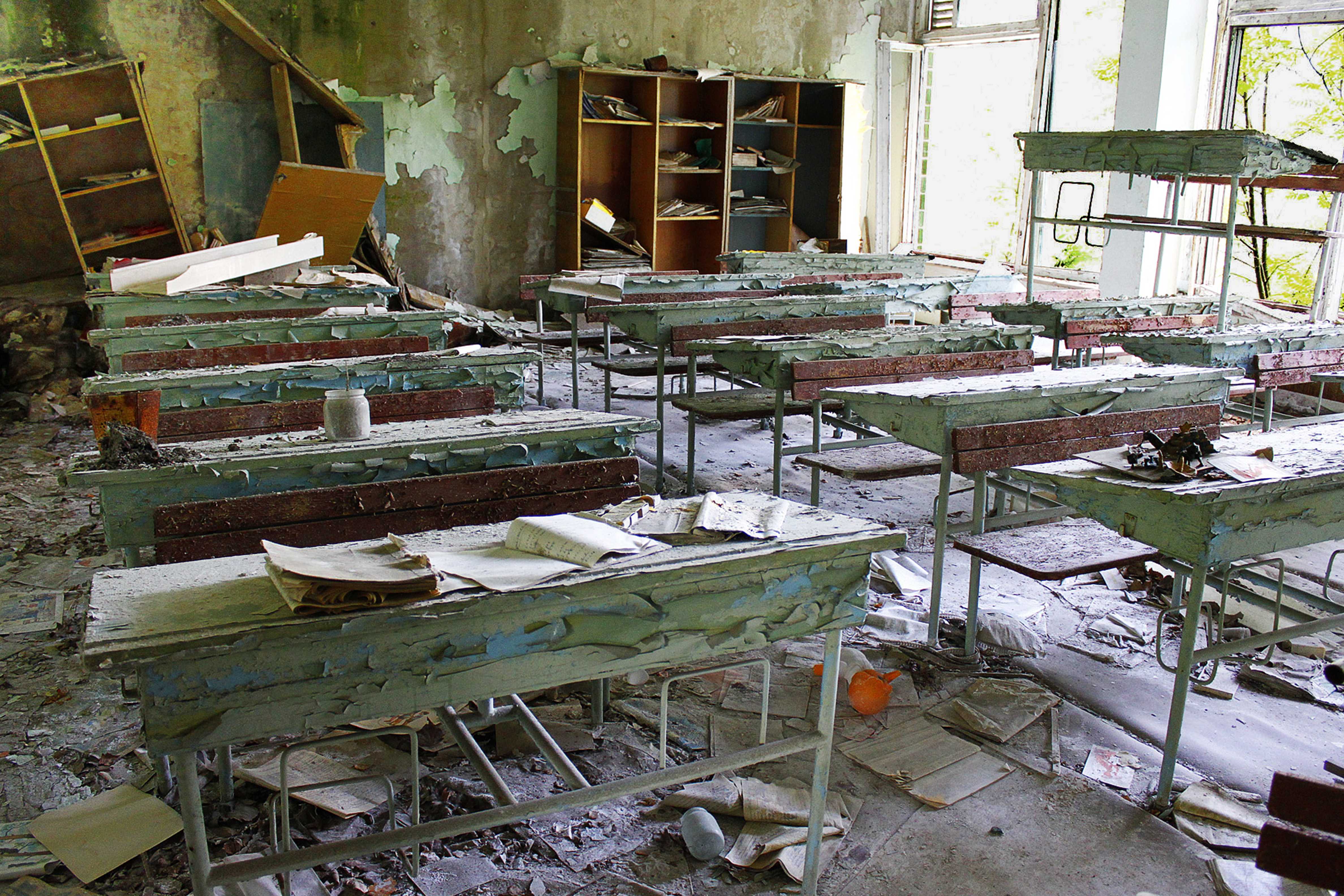
普里皮亚季附近被廢棄的學校
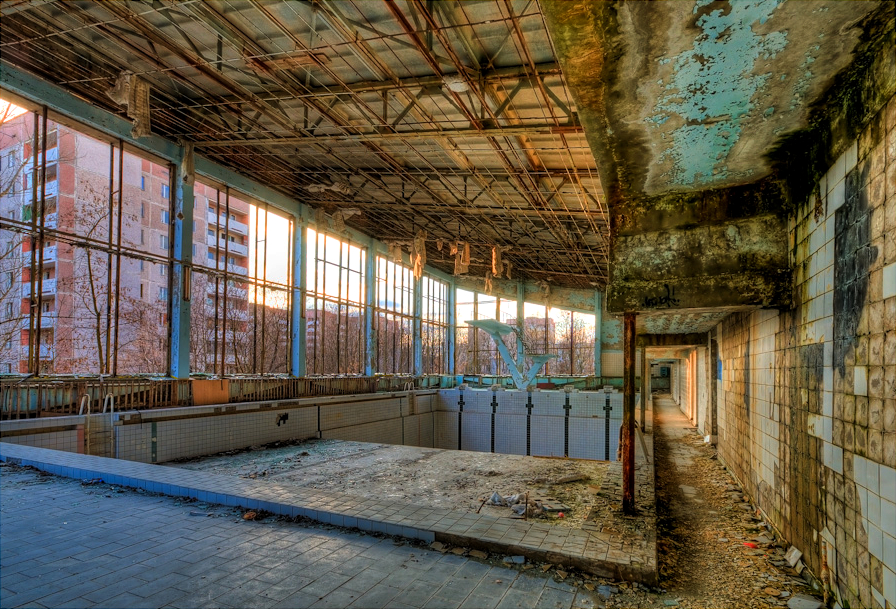
普里皮亚季附近被廢棄的游泳池
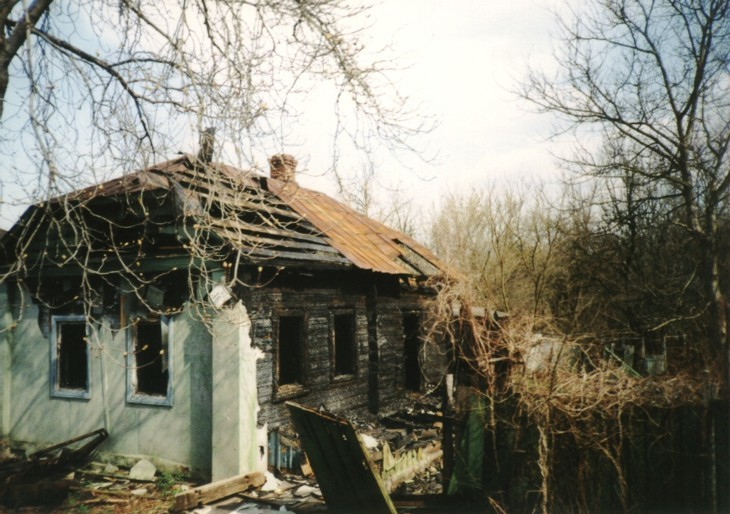
普里皮亚季附近被廢棄的村莊
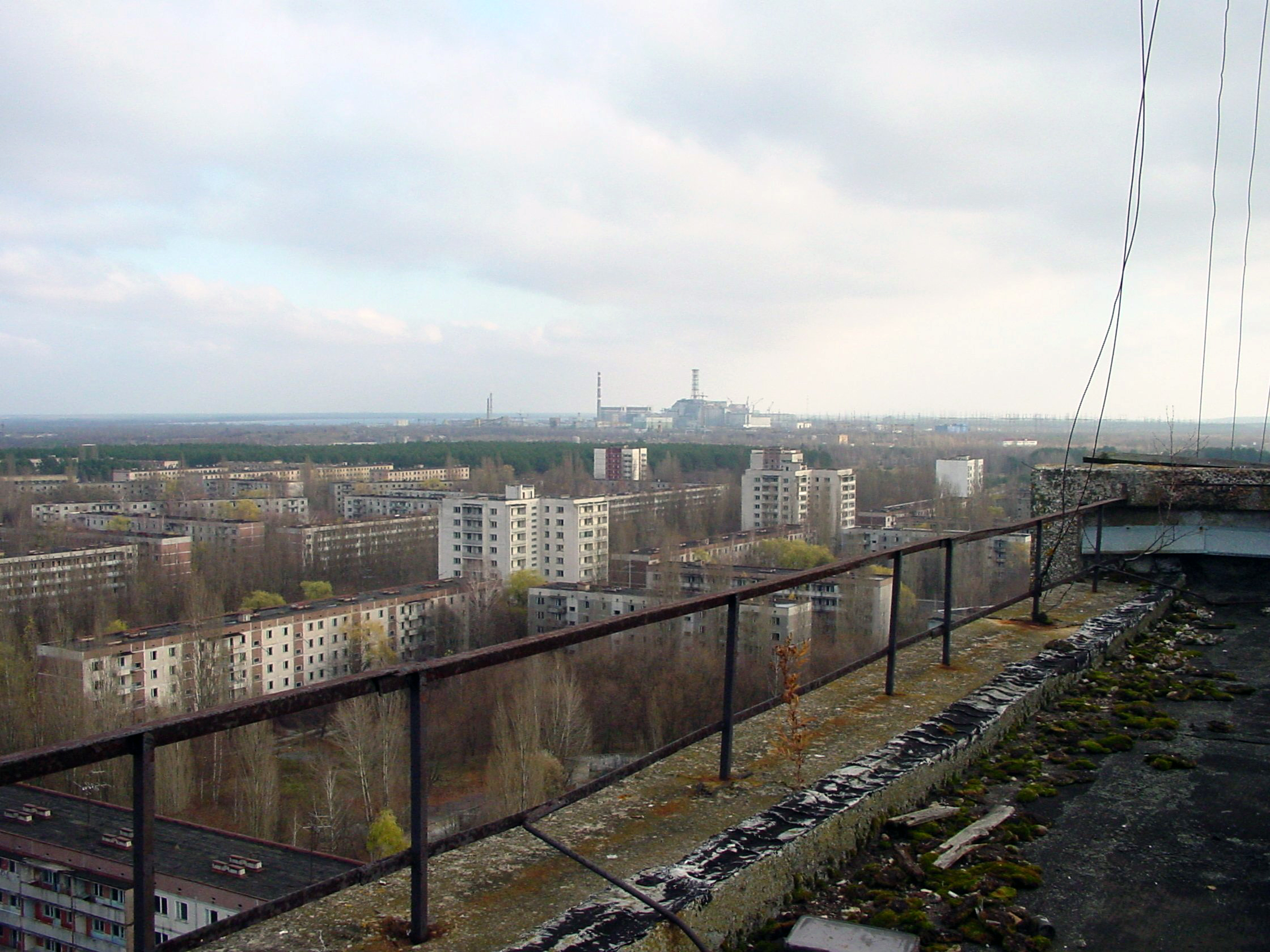
從普里皮亚季看切尔诺贝利核电站
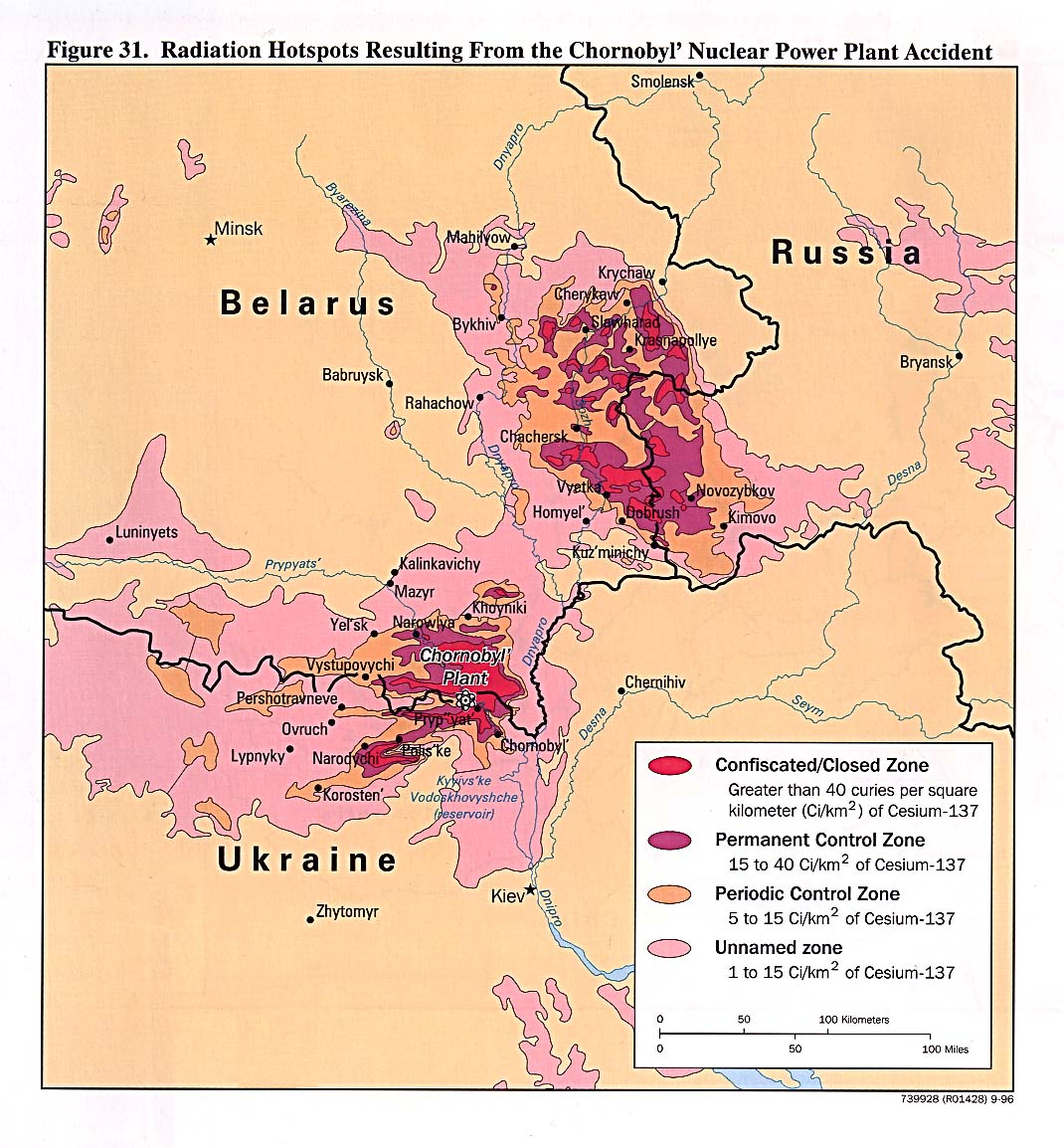
顯示白俄羅斯、俄罗斯、烏克蘭等地受銫-137污染的地圖。

## 旅行

### 安全

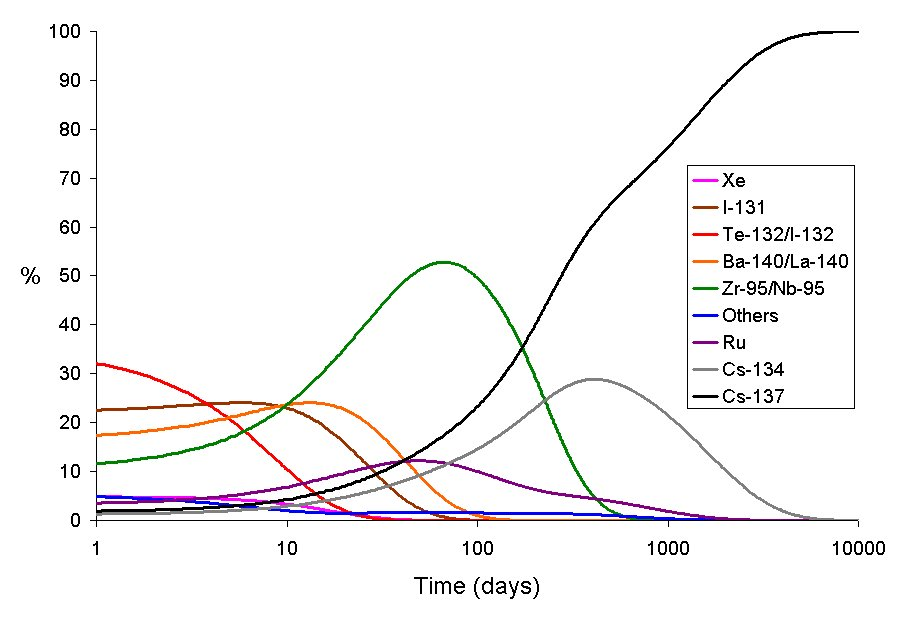
事故發生後由不同的同位素在附近地區空氣中造成的汙染的比例。此圖是由經濟合作發展組織與The radiochemical manual (second edition)的資料所繪成。

由于事故释放出的放射性同位素半衰期较短，当地的放射水準与1986年4月的高峰期相比已经大幅回落。目前访问疏散区还是相对安全的，有数家乌克兰公司提供前往该地区的导游服务。
目前进入疏散区的道路仍有警察设關卡巡查，不过获得进入疏散区的许可文件并不困难，但是進入疏散區的人員需年滿18歲。一名导游将全程陪同游客以避免偷盗行为。为确保游客安全，所有的房门均被打开，在导游的陪同下几乎都可以进入。数公里外的切尔诺贝利有旅馆等设施可供游客使用。

### 特色景點
- 普里皮亞季遊樂園（英语：Pripyat amusement park）
- 蔚藍游泳池
- 埃文哈德體育場（英语：Avanhard Stadium (Pripyat)）
- 能源文化宮（英语：Palace of Culture Energetik）
- 木星工廠
- 波利西亞酒店

## 大眾文化

### 遊戏
在游戏中的單人任務中出现过的普里皮亚季旅馆、游泳池及摩天轮均为取自這裡的真实场景。这里亦是游戏《浩劫殺陣：混沌召喚》和中的重要场景，玩家有时称這些场景为“鬼城”。

### 电影
恐怖惊悚电影《切尔诺贝利日记》以真实还原的切尔诺贝利为背景，故事情节是虚构以一些遭到核辐射后变成恐怖恶心的变异人为题材，含有血腥镜头。结尾是女主角幸存后得到了乌克兰军方的援助但是由于遭受到了很高的辐射所以被禁闭，而禁闭的那个房间里却有众多的变异人。 因为题材问题，电影遭受到了乌克兰政府的批评。
大型科幻动作电影《变形金刚3》中有一段柯博文带领一群美军特种部队去切尔诺贝利检查有关当初苏联登月计划中，苏联宇航员意外发现的核燃料物体保存在内部，结果被狂派成员的震荡波驾驶着机械蠕虫拿到核燃料物体后大毁切尔诺贝利。
动作电影《終極警探：跨國救援》中，約翰与儿子杰克前往乌克兰切尔诺贝利以阻止那些俄罗斯激进分子偷取切尔诺贝利内部的一些铀。
《切爾諾貝利：深淵》是一部由丹尼拉·科茲洛夫斯基執導的2021年俄羅斯災難片，該片中也有主演。該電影由Central Partnership在2021年4月15日上映。講述了一位英勇的消防員作為切爾諾貝利事故的清理人員的故事。

### 电视剧
2013年上映的俄罗斯科幻冒险题材电视剧《切尔诺贝利·禁区》以该地区和切尔诺贝利核事故为背景，讲述了5名年轻人因为追逐盗窃钱财的小偷而前往切尔诺贝利，在普里皮亚季他们发现了一台不寻常的仪器，并展开了一段奇幻的冒险。